# Ca l'Atzet
Ca l'Atzet és una de les masies històriques del veïnat de la Parròquia de Bigues, nucli primigeni del poble de Bigues (poble del Vallès). És al costat de llevant de l'església parroquial de Sant Pere, amb la qual forma un petit nucli de població que feu, bona part del segle xix i els primers anys del xx, de cap del poble de Bigues. A Ca l'Atzet hi hagué, en èpoques pretèrites, la casa del comú, la botiga del poble i fins i tot la primera escola, de caràcter parroquial. També al costat de Ca l'Atzet hi ha l'edifici del que fou primer teatre, cinema i sala de ball de Bigues, tancat i abandonat des dels anys setanta del segle xx. La masia està catalogada com a Element d'interès municipal per l'ajuntament de Bigues i Riells.